# Deutsch-georgisches Migrations- und Mobilitätsabkommen
Das deutsch-georgische Migrations- und Mobilitätsabkommen (deutsch-georgische Vereinbarung über Migration und Mobilität) wurde am 19. Dezember 2023 in Tiflis durch die Innenminister der beiden Länder unterzeichnet.
Mit dem Abkommen verfolgt die Bundesrepublik zwei Ziele. Weniger Georgier sollen Asyl in Deutschland beantragen, weil die Voraussetzungen für Asylgewährung meist nicht vorliegen und die deutsche Bürokratie belastet wird. Stattdessen soll wegen des Fachkräftemangels in Logistik, Transport und Pflege die Einwanderung in den regulären deutschen Arbeitsmarkt erleichtert werden. Da Georgien selbst unter Fachkräftemangel durch Auswanderung (brain drain) leidet, soll die Einwanderung von Georgiern aus Drittländern gefördert werden.

## Inhalt
Die Arbeitsmigration bei der Saisonarbeit soll gestärkt und die Beschäftigungsaufnahme von georgischen Staatsbürgern aus Drittländern, in denen sie prekär beschäftigt sind, erleichtert werden. Der Bildungsaustausch soll gefördert und die irreguläre Migration nach Deutschland reduziert werden.